# Bibliotek 2.0
Bibliotek 2.0 er den danske version af den engelske "Library 2.0", et amerikansk udtryk for de nye udfordringer og muligheder bibliotekerne står over for. Begreber Library 2.0 er først beskrevet af Michael Casey på hans blog. Bibliotek 2.0 er første gang nævnt af Esben Fjord på E-klumme i oktober 2005 og i december samme år beskrevet af Erik Høy på Internetsøgning. Siden er begrebet forsøgt beskrevet hovedsageligt på weblogs.

## Nøglebegreber

### Brugerinddragelse
Bibliotekerne er til for brugerne. Brugerne besidder en stor ressource i form af viden og erfaringer og et af målene i Bibliotek 2.0 er at synliggøre denne viden og erfaring til glæde for hele biblioteket og dets brugere.

### Vær hvor brugerne er
Bibliotekerne er i hård konkurrence med andre kulturinstitutioner og -tilbud. Biblioteket har ikke den samme tiltrækningskraft som tidligere og brugerne forventer et højt serviceniveau. Et svar herpå er at lade bibliotekernes tilbud komme til brugerne. Dvs biblioteket skal være tilgængelig på internettet, på alle platforme (fx mobile enheder) samtidig skal det fysiske tilbud også gentænkes.

### Indtænk web 2.0
Bibliotek 2.0 har sit udspring i web 2.0. Især de sociale aspekter som fx kommentarer, tags og vurderinger (rating) har vundet indpas i bibliotekernes diskussioner om fremtidens bibliotekstilbud.

### Åbn katalogen
Bibliotekernes søgesystemer (kaldet katalog) er ofte ufleksible og understøtter ikke ovenstående nøglebegreber. Ved at åbne katalogerne med fx api'er kan dette opnås.